# جعلاوية
تتألف فُصيلة الجعلاوية (الاسم العلمي: Scarabaeinae) من أنواع تسمى مجتمعة جعلان الروث الحقيقية (توجد أيضًا جعلان روث في فُصيلات وفصائل أخرى). تتغذى معظم الجعلان الموجودة في هذه الفُصيلة حصريًا على الروث. ومع ذلك، قد يتغذى البعض على المواد المتحللة بما في ذلك الجيف والفواكه المتحللة والفطريات. يمكن وضع جعلان الروث في ثلاث مجموعات هيكلية بناءً على طريقتها في معالجة الروث، وهي الدحروجات (telecoprids)، والساكنات (endocoprids)، والنفقيات (paracoprids). تؤدي إزالة الروث ودفنه بواسطة جعلان الروث إلى فوائد بيئية مثل تهوية التربة وتسميدها؛ تحسين دورة العناصر الغذائية واستيعابها بواسطة النباتات، وزيادة جودة المراعي، والمكافحة الأحيائية لذباب الآفات والطفيليات المعوية، وانتشار البذور الثانوية. من أعضاءها المشهورين جعران وSisyphus وPhanaeus vindex.